# Данильченко, Владимир Алексеевич
Данильченко Владимир Алексеевич (5 августа 1937, Сочи — 14 мая 2007, Москва) — советский кларнетист.

## Биография
В раннем детстве начал обучаться игре на кларнете. В 1961 году окончил Московский музыкальный институт имени Гнесиных. Человеком, благословившем Владимира Данильченко на занятие музыкой, оказавшем максимальную поддержку в профессиональном становлении являлся его отчим, композитор и пианист — Владимир Пескин. Также одним из учителей и вдохновителей в этот период был Тимофей Докшицер. Владимир Данильченко начинал со службы в военном оркестре при хоре Александрова. Работал в музыкальном театре имени Станиславского и Немировича-Данченко, в Московской филармонии, в Москонцерте, в музыкальном театре имени Натальи Сац, в оркестре под управлением Вероники Дударовой. В период своего творческого расцвета (60-е годы) Владимир Данильченко принадлежал к пятёрке лучших московских музыкантов. Был одним из немногих, гастролирующих за границей. В Чехословакии была записана и выпущена в свет пластинка духового оркестра с участием Владимира Данильченко. Выступал с легендарными звездами того времени. Этими звездами были: Марк Бернес и Леонид Утёсов.